# 곰쿠스쿠스속
곰쿠스쿠스속(Ailurops)은 쿠스쿠스과에 속하는 유대류 속의 하나이다. 2종으로 이루어져 있다. 보존 상태와 생태에 대해서 거의 알려져 있지 않다. 일부 학자들은 모든 개체군을 술라웨시곰쿠스쿠스(Ailurops ursinus)로 분류하지만, 또 다른 저자들은 탈라우드곰쿠스쿠스(Ailurops melanotis)을 별도의 종으로 구분한다. 또 일부는 곰쿠스쿠스아과(Ailuropinae)의 유일속으로 분류한다.
문화적으로는 아시아의 일부이고 일반적으로 유대류가 많이 발견되지 않지만, 생태지리학적으로는 오스트레일리아 생태구의 일부인 인도네시아 일부 섬(예를 들어, 술라웨시섬)에서만 발견된다.

## 하위 종
2종으로 이루어져 있다.
- 탈라우드곰쿠스쿠스 (Ailurops melanotis) - 탈라우드 제도의 살리바부섬
- 술라웨시곰쿠스쿠스 (Ailurops ursinus) - 술라웨시섬, 펠렝섬, 무나섬, 부톤섬, 토기안 제도